# 유저 (환상게임)
유저(토모)는 《환상게임》에 등장하는 등장인물이다.

## 소개
유저(토모)(일본어: 氏宿)/예명라군(羅軍)
성우:토비타 노부오, 홍시호 (한국)
조개를 통해서 환각을 불러 일으키는 환술사이다.